# Мин Ю Ра
Мин Ю Ра (кор. 민유라; род. 15 августа 1995, Торранс, Калифорния) — южнокорейская фигуристка, выступающая в танцах на льду. Вместе с партнером Александром Гамелиным она двукратная чемпионка Южной Кореи. Они заняли седьмое место на чемпионате четырёх континентов 2018 года и приняли участие в зимних Олимпийских играх 2018 года в Пхёнчхане.

## Биография
Мин Ю Ра родилась 15 августа 1995 года в Торрансе в семье Хе Ён Чху (родом из Пусана) Харрисон Мин (из Сеула). Она имеет двойное гражданство Соединенных Штатов и Республики Корея.

## Карьера

### Ранняя карьера
Мин начала учиться кататься на коньках в 2001 году. Она объединилась с Игорем Огаем в 2012 году. Соревнуясь на уровне юниоров, они взяли серебро в соревнования Тихоокеанского побережья и прошли отбор на чемпионат США 2013 года, где они финишировали 11-ми. После этого пара распалась.
Мин встала в пару с Тимоти Колето в апреле 2013 года. Представляя Южную Корею, пара заняла десятое место на чемпионате четырёх континентов 2014 года и восьмое на Nebelhorn Trophy. Они заняли пятое место на Международном кубке Ниццы, в октябре 2014 года. Игорь Шпильбанд и Грег Зюрлайн тренировали их в Нови, штат Мичиган.

### Сезон 2015/2016
В 2015 году Мин встала в пару с Александром Гамелиным. Их тренировали Игорь Шпильбанд, Фабиан Бурза, Грег Зюрлайн и Адрианна Ленда в Нови.
Мин и Гамелин дебютировали на международном уровне, заняв пятое место на соревнованиях серии Челленджер Ice Challenge 2015 года. После того, как они финишировали четвёртыми на NRW Trophy и седьмым на Кубке Варшавы 2015 года, они стали вице-чемпионами Южной Корее, уступив только Ребекке Ким и Кириллу Минову в 2016 году. На чемпионате четырёх континентов 2016 года в Тайбэе они заняли девятое место в коротком танце, восьмое в произвольном танце и восьмое в общем зачете, став лучшими корейскими танцорами на этом соревновании.

### Сезон 2016/2017
На турнире в Лейк-Плэсиде Мин и Гамелин заняли третье место в коротком танце и второе в произвольном, выиграв бронзовую медаль в общем зачете. Команда финишировала в шестерке лучших во всех трех соревнованиях серии Челленджер (в США, Германии и Эстонии), и дебютировала в серии Гран-при в США, заняв 10-е место. Они вышли в произвольный танец и заняли двадцатое место на чемпионате мира по фигурному катанию в Хельсинки. Затем они победили на внутренних соревнованиях, в том числе чемпионате Южной Кореи по фигурному катанию.

### Сезон 2017/2018
Мин и Гамелин решили исполнять свой произвольный танец под Ариран. В сентябре они участвовали в соревнованиях Nebelhorn Trophy 2017, квалификационным турниром на зимние Олимпийские игры 2018 года. Они финишировали четвёртыми, заработав место для Южной Кореи в танцах на льду. На Олимпиаде в личном турнире стали 18-ми, в командном — 9-ми.

### Сезон 2018/2019
18 июля 2018 года партнерство Мин с Гамелиным закончилось. 22 сентября 2018 года Мин Ю Ра и Даниэль Итон объявили, что станут выступать вместе.

## Программы

### С Гамелиным
| Сезон     | Короткий танец | Произвольный танец                                            | Показательные выступления                                                       |
| --------- | --- | ------------------------------------------------------------- | ------------------------------------------------------------------------------- |
| 2017/2018 | Самба: Despacito Луис Фонси, Эрика Эндер, Папа Янки в исполнении Луиса Фонси Румба: My All Мэрайя Кэри Самба: Mujer Latina в исполнении Талии | Ариран в исполнении Sohyang                                   | Саундтрек из «Super Mario» Ариран в исполнении Sohyang Lollipop Big Bang & 2NE1 |
| 2016/2017 | Блюз: Your Heart Is As Black As Night Бет Харт и Джо Бонамасса Хип-хоп: I Am the Best Bang Bang Bang 2NE1 и Big Bang                          | Саундтрек из к/ф «Новый кинотеатр „Парадизо“» Эннио Морриконе |                                                                                 |
| 2015/2016 | Cirque du Soleil Вальс: Carrousel Бенуа Ютрас Полька: Balade au boit d’une echelle                                                            | Because Get Back Here Comes the Sun The End The Beatles       |                                                                                 |

### С Колето
| Сезон     | Короткий танец                                                                         | Произвольный танец                                                                                             |
| --------- | -------------------------------------------------------------------------------------- | --- |
| 2014/2015 | Фламенко: Lucia Оскар Лопес Пасодобль: Malagueña Фламенко: Fiesta Flamenca Монти Келли | Belleville Rendez-Vous Бенуа Шарест Under the Bridge Бенуа Шарест Theme Bruno Бенуа Шарест Suzy Caravan Palace |
| 2013/2014 | Quickstep : Kap’n Kid Фокстрот: Un mate in luca Рафаэль Гуалацци Quickstep : Kap’n Kid | Нотр-Дам де Пари Риккардо Коччианте                                                                            |

### C Огаем
| Сезон     | Короткий танец | Произвольный танец                                         |
| --------- | -------------- | ---------------------------------------------------------- |
| 2012/2013 |                | Музыка из мюзикла «Вестсайдская история» Леонард Бернстайн |

## Результаты

### С Гамелиным
| Соревнования | 15/16 | 16/17 | 17/18 | 18/19 |
| --- | ----- | ----- | ----- | ----- |
| Олимпийские игры |       |       | 18    |       |
| Олимпийские игры — командный турнир                                                                                    |       |       | 9     |       |
| Чемпионаты мира |       | 20    | 21    |       |
| Чемпионаты четырёх континентов                                                                                         | 8     | 8     | 7     |       |
| Чемпионаты Южной Кореи                                                                                                 | 2     | 1     | 1     |       |
| GP Skate America |       | 10    |       | WD    |
| CS Ice Challenge | 5     |       |       |       |
| CS Ice Star |       |       | 5     |       |
| CS Nebelhorn Trophy |       | 6     | 4     |       |
| CS Ondrej Nepela |       |       | 4     |       |
| CS Кубок Таллина |       | 5     |       |       |
| CS U.S. Classic |       | 6     |       |       |
| CS Warsaw Cup | 7     |       |       |       |
| NRW Trophy | 4     |       |       |       |
| Lake Placid IDI |       | 3     |       |       |
| TBD = заявлены; WD = снялись; GP = турнир серии Гран-при; CS = турнир серии Челленджер; JGP = этап юниорского Гран-при |       |       |       |       |

### С Колето
| Соревнования                   | 13/14 | 14/15 |
| ------------------------------ | ----- | ----- |
| Чемпионаты четырёх континентов | 10    |       |
| Чемпионаты Южной Кореи         | 1     |       |
| CS Nebelhorn Trophy            |       | 8     |
| Bavarian Open                  | 10    |       |
| Cup of Nice                    |       | 5     |
| Ukrainian Open                 | 9     |       |
| CS = турнир серии Челленджер   |       |       |

### С Огаем
| Соревнования          | 12/13 |
| --------------------- | ----- |
| Чемпионаты США        | 11 J  |
| J = юниорский уровень |       |